# Richard Hathway
Richard Hathway ou Hathaway (fl. 1597 - 1603), est un dramaturge anglais de la période élisabéthaine.

## Biographie

### Origines
On connaît peu de choses de sa vie. Il était probablement originaire du Warwickshire, où plusieurs familles portant ce nom résidaient au XVIe siècle, particulièrement dans la région de Stratford-on-Avon. Ainsi le père d'Anne Hathway ou Hathaway, femme de Shakespeare, originaire du village de Shottery, portait les mêmes nom et prénom que lui, Richard Hathaway, mais on ignore s'ils avaient un quelconque lien de parenté.

### Métier de dramaturge
Hathway est cité par Francis Meres comme un des meilleurs auteurs de comédie. Il faisait pourtant partie de ces dramaturges qui luttaient pour survivre dans des conditions difficiles, comme Henry Chettle, John Day et Robert Daborne. Collaborant généralement avec un, deux, trois ou même quatre autres auteurs, il a livré entre 1598 et 1603 dix-huit pièces à Philip Henslowe, entrepreneur de spectacles et propriétaire de plusieurs théâtres, dont The Rose Theatre.

### Travail pour Henslowe
Comme Robert Wilson et William Haughton, Hathway nous est connu aujourd'hui essentiellement grâce à Philip Henslowe, dont le livre de caisse, couvrant la période 1592 – 1609, a été retrouvé à Dulwich College à la fin du XVIIIe siècle. À l'époque, une pièce de théâtre est généralement payée 6 £ à partager entre tous les collaborateurs, mais ce prix pouvait descendre parfois à 5 £, et monter les dernières années à 7 ou 8 £, exceptionnellement à 10 £, comme pour Patient Grissel (en) ou Sir John Castle. Les bordereaux comptables de Henslowe montrent qu'il versait aux auteurs un ou plusieurs acomptes avant d'en payer le solde plus tard, peut-être au moment de la représentation. Lorsqu'une pièce avait du succès, Henslowe finançait parfois une seconde partie. Ce livre indique également à quelle compagnie est destinée la pièce : la troupe de l'Admiral jusqu'en 1602, puis la troupe de Worcester jusqu'en 1603.

### Écrits subsistants
Parmi toutes les pièces auxquelles Hathway a collaboré, une seule nous est parvenue, car elle a été imprimée dès 1600 ; il s'agit de  Sir John Oldcastle, première partie. Hathway a également écrit dans Belvedére or the Garden of the Muses de John Bodenham (en) quelques vers d'éloge, qui nous sont parvenus et qu'il a signés R. Hathway.

### Disparition
Après une période d'activité théâtrale intense débutant en 1598, on perd toute trace de lui au cours de l'année 1603.

## Œuvres
Pièces attribuées à Hathway, seul ou en collaboration,, :

### Pour la troupe de l'Admiral, 1598-1602
- The Life of Arthur, King of England, jouée en 1598 dans le théâtre de Henslowe, payée 20 shillings le 11 avril 1598. Non imprimée.
- Valentine and Orson, en collaboration avec Anthony Munday, juillet–août 1598. Non imprimée. Un interlude portant le même titre a été joué en 1595
- Sir John Oldcastle, première partie, en collaboration avec Michael Drayton, Anthony Munday et Robert Wilson, octobre–décembre 1599. Éditions publiées le 11 août 1600 et en 1619.
- Sir John Oldcastle, seconde partie, en collaboration avec Michael Drayton, Anthony Munday et Robert Wilson, octobre–décembre 1599. Non imprimée.
- Owen Tudor, en collaboration avec Michael Drayton, Anthony Munday, et Robert Wilson, pour lequel ils reçoivent un acompte de 4 £. Représentée en janvier 1600. Non imprimée; peut-être inachevée.
- Fair Constance of Rome, première partie, en collaboration avec Thomas Dekker, Michael Drayton, Anthony Munday, et Robert Wilson, payée au total 6 £ le 14 juin 1600[6]. Non imprimée.
- Fair Constance of Rome, seconde partie, en collaboration avec Thomas Dekker, Michael Drayton, Anthony Munday, et Robert Wilson, acompte de 2 £ le 20 juin 1600[7]. Non imprimée; peut-être inachevée.
- Hannibal and Scipio, en collaboration avec William Rankins, payée 40 shillings le 3 janvier 1600[8] et 5 £ le 11 janvier[9]. Non imprimée.
- Scogan and Skelton, en collaboration avec William Rankins, acompte le 23 janvier 1600[9], puis 20 shillings le 5 février[10], et enfin le 8 mars[11]. Non imprimée.
- The Conquest of Spain by John of Gaunt, en collaboration avec William Rankins, acompte d'une livre et 19 shillings versé entre le 24 mars et le 16 avril 1601[12]. Inachevée, du moins pour Henslowe, qui retourne le manuscrit à Hathway.
- The Six Clothiers, Part I, en collaboration avec William Haughton et Wentworth Smith, payée 40 shillings le 12 octobre 1601[13]. Non imprimée.
- The Six Clothiers, Part II, en collaboration avec William Haughton et Wentworth Smith, payée 40 shillings[14],  octobre–novembre 1601. Non imprimée; peut-être inachevée.
- Too Good to be True, en collaboration avec Henry Chettle et Wentworth Smith, acomptes versés le 6[15] et le 7 janvier 1601[16]. Non imprimée.
- Merry as May Be, en collaboration avec John Day et Wentworth Smith, payée 6 £ le 17 novembre 1602[17]. Non imprimée.

### Pour la troupe de Worcester, 1602-1603
- The Black Dog of Newgate, Part I, en collaboration avec John Day, Wentworth Smith, et un « autre poète » anonyme, payée deux fois 40 shillings les 24 et 26 novembre 1602[18]. Non imprimée.
- The Black Dog of Newgate, Part II, en collaboration avec John Day, Wentworth Smith, et un « autre poète » anonyme, payée le 29 janvier et le 3 février 1603[19].
- The Unfortunate General : a French History, en collaboration avec John Day, Wentworth Smith, et un troisième auteur, payée 5 £ en trois acomptes les 7[20], 10[21] et 19[19] janvier 1603. Non imprimée.

### Pour la troupe de l'Admiral, 1603
- The Boss of Billingsgate, en collaboration avec John Day et un ou plusieurs autres, payée deux fois 40 shillings le 1er et le 7 mars 1603[22]. Non imprimée.